# Bárbara Dührkop Dührkop

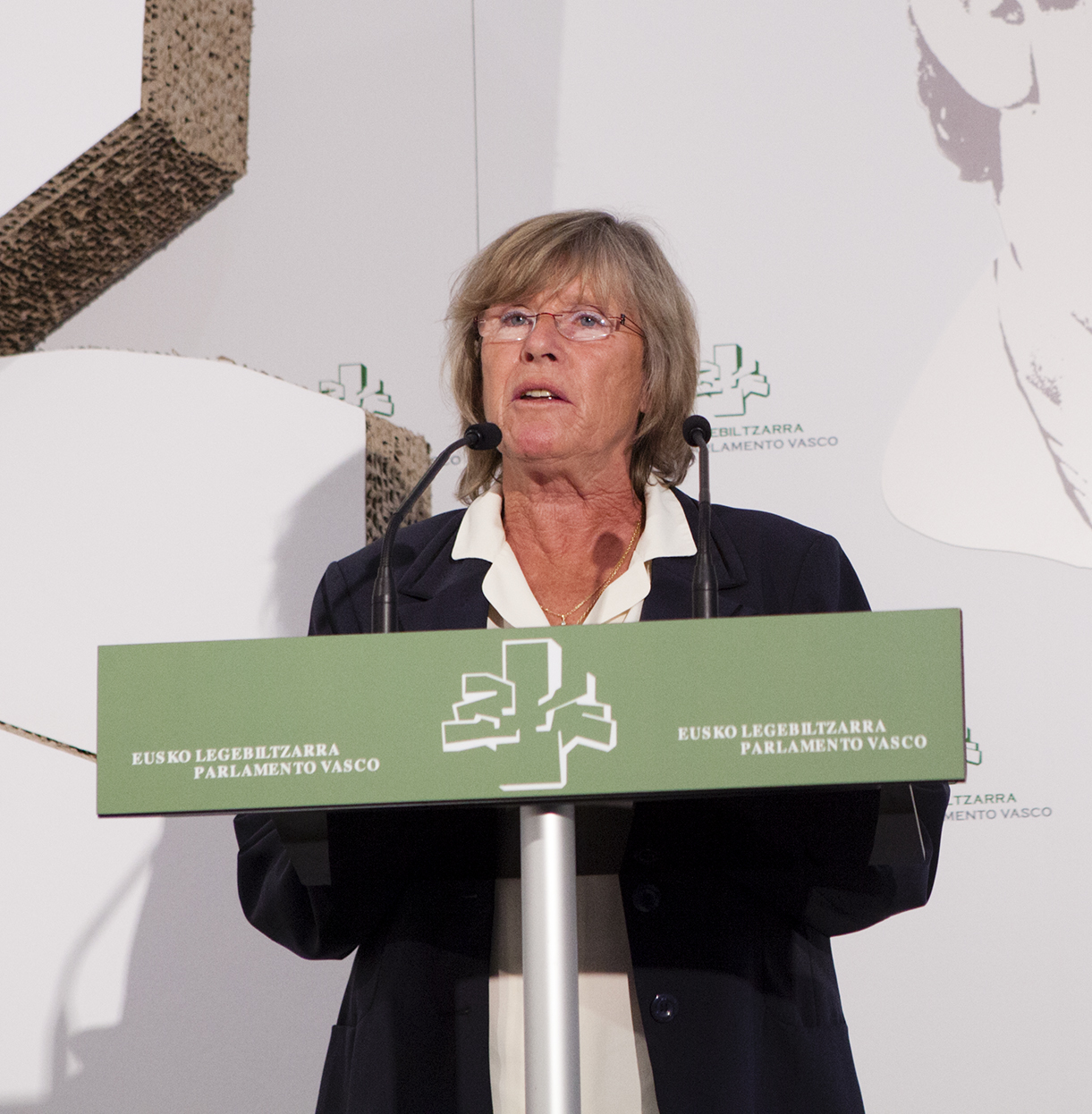
Bárbara Dührkop (2014)

Bárbara Dührkop Dührkop (* 27. Juli 1945 in Hannover) ist eine spanische Politikerin der Sozialistischen Arbeiterpartei (PSOE) und war von 1987 bis 2009 Mitglied des Europäischen Parlaments, zuletzt als stellvertretende Vorsitzende der SPE-Fraktion.

## Leben
Nach ihrem Hochschulabschluss an der Philosophischen Fakultät der Universität Uppsala 1971 ging Dührkop als Dozentin nach Hamburg und an die Universität Erlangen-Nürnberg. 1978 wurde sie Sprachlehrerin am Instituto Usandizaga und an der Deutschen Schule San Sebastián, deren Vorsitz sie 1995 übernahm. Ihr Mann Enrique Casas, der seit 1980 Abgeordneter der PSOE im baskischen Parlament und Spitzenkandidat der PSOE für die bevorstehende Neuwahl war, wurde am 23. Februar 1984 von der Comandos Autónomos Anticapitalistas (CAA) ermordet.
Von 1987 bis 2009 war Dührkop Mitglied des Europäischen Parlaments, wo sie von 1989 bis 1994 Koordinatorin für die SPE-Fraktion im Ausschuss für Kultur und Bildung war. Danach hatte sie bis 1999 das Amt der stellvertretenden Vorsitzenden des Haushaltsausschusses inne. 1999 wurde sie Mitglied des Vorstands der Sozialistischen Partei des Baskenlandes. Zur Europawahl 2009 trat Dührkop auf dem vorletzten Platz der PSOE-Liste an, sodass sie dem Parlament seither nicht mehr angehört.

## Auszeichnungen
- 1995: Großes Goldenes Ehrenzeichen für Verdienste um die Republik Österreich[2]